# 阿尔勒 (北部省)
阿尔勒（法語：Arleux，法語發音：[aʁlø]）是法国北部省的一个市镇，位于该省中部，属于杜埃区。

## 地理
阿尔勒（50°16'49"N, 3°6'23"E）面积11.1 平方千米，位于法国上法蘭西大區北部省，该省份为法国最北部的省份及最长的省份，西北濒北海，西接加来海峡省，南至埃纳省和索姆省，东与比利时接壤。
与阿尔勒接壤的市镇（或旧市镇、城区）包括：埃斯特雷、瓦西勒韦尔热、帕吕埃勒、布吕内蒙、比尼库尔、康坦、阿梅勒、埃库尔圣康坦。
阿尔勒的时区为UTC+01:00、UTC+02:00（夏令时）。

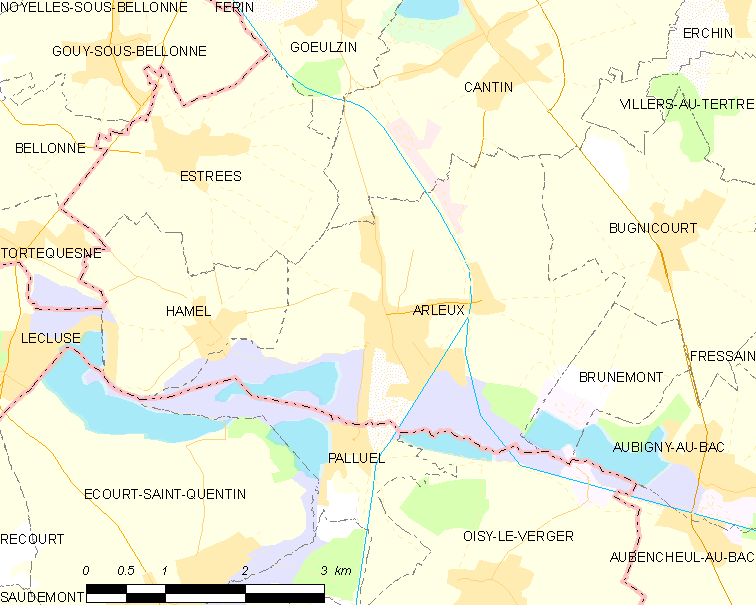
阿尔勒的OSM定位图

## 行政
阿尔勒的邮政编码为59151，INSEE市镇编码为59015。

## 政治
阿尔勒所属的省级选区为阿尼什县。

## 交通
北部省省道D47线和D65线在此交汇。阿尔勒站开行直达里尔的列车。

## 人口

1962-2008年间阿尔勒人口变化图示

阿尔勒于2022年1月1日时的人口数量为3148人。